# Stummellerche
Die Stummellerche (Alaudala rufescens, Syn.: Calandrella rufescens)  ist eine Vogelart aus der Familie der Lerchen (Alaudidae).
Das Artepitheton kommt von lateinisch rufescere ‚rot werden, erröten‘.

## Beschreibung
Die 14 Zentimeter große Stummellerche ähnelt der Kurzzehenlerche, mit der sie sympatrisch vorkommt. Bei der Stummellerche sind etwa drei Enden der Handschwingen sichtbar, während bei der Kurzzehenlerche die Flügeldecken die Handschwingen völlig maskieren und nur ein oder zwei Enden der Handschwingen zu sehen sind. Die spanische Form ist von der Kurzzehenlerche auch durch die aus der Nähe erkennbare feine Streifung der Vorderbrust unterschieden. Der kleine Halsfleck, welcher bei der Kurzzehenlerche manchmal sichtbar ist, fehlt bei ihr. Ihre Färbung ist allgemein etwas brauner und weniger rotbraun.

## Stimme
Ihr charakteristischer Ruf „prrit“ kommt auch im Gesang vor. Dieser ähnelt der Kurzzehenlerche, ist aber wohltönender und anhaltender. Vorgetragen wird der Gesang im ansteigenden Spiralflug oder im hohen Kreisflug.

## Vorkommen

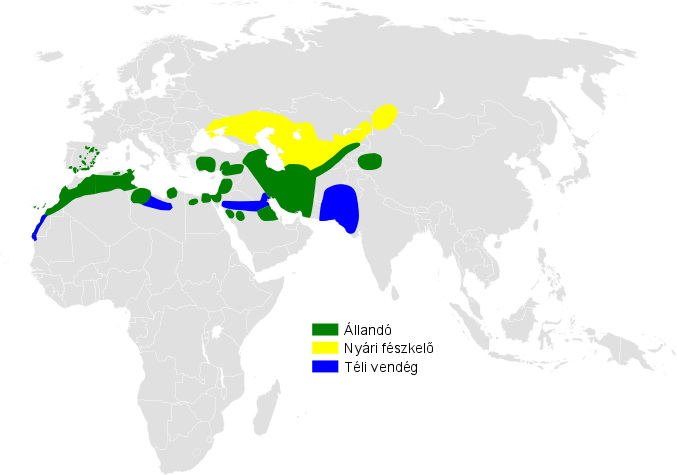
Verbreitungsgebiet der Stummellerche
Brutgebiete
Ganzjähriges Vorkommen
Überwinterungsgebiete

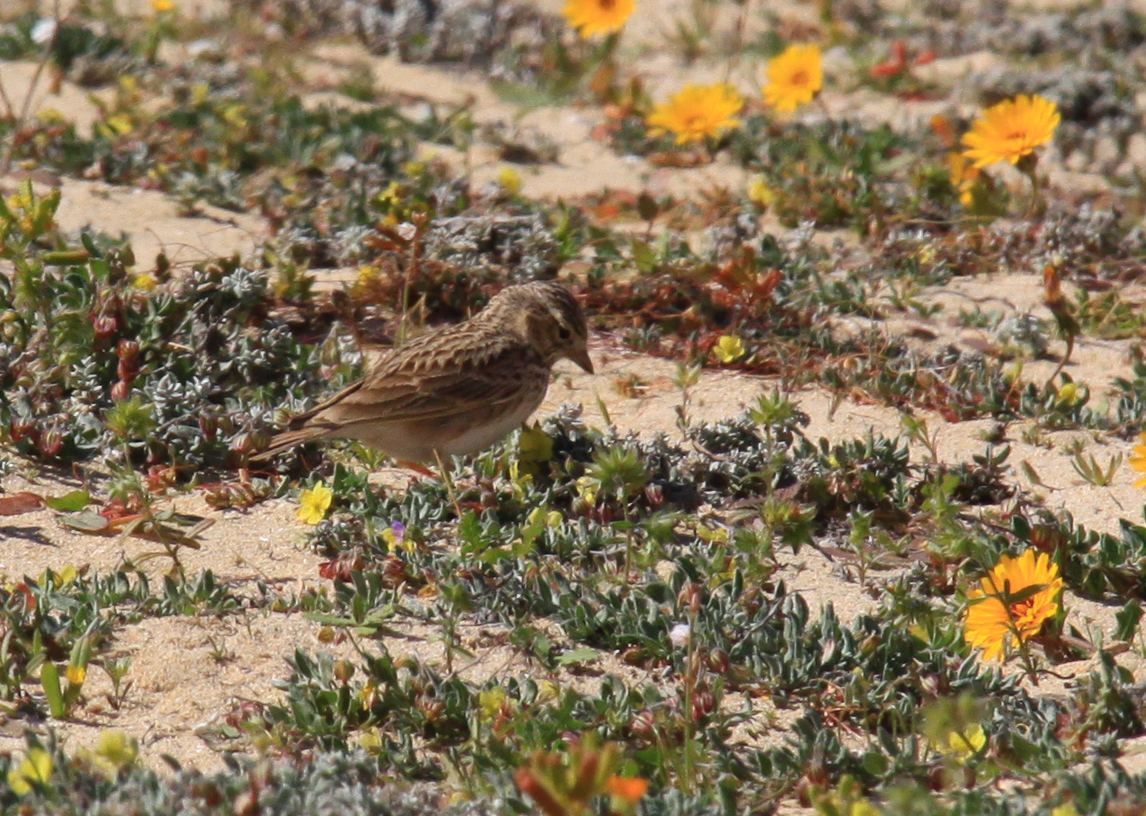

Die Stummellerche bewohnt Ödland, Steppen und Felder, aber auch trockene Randgebiete in Sumpfgebieten. Sie brütet in Süd- und Ostspanien, auf den Kanarischen Inseln, in Nord- und Ostafrika und von Kleinasien bis Afghanistan. Als sehr seltener Irrgast gelangt sie über Europa bis zu den Britischen Inseln und nach Finnland.

## Lebensweise

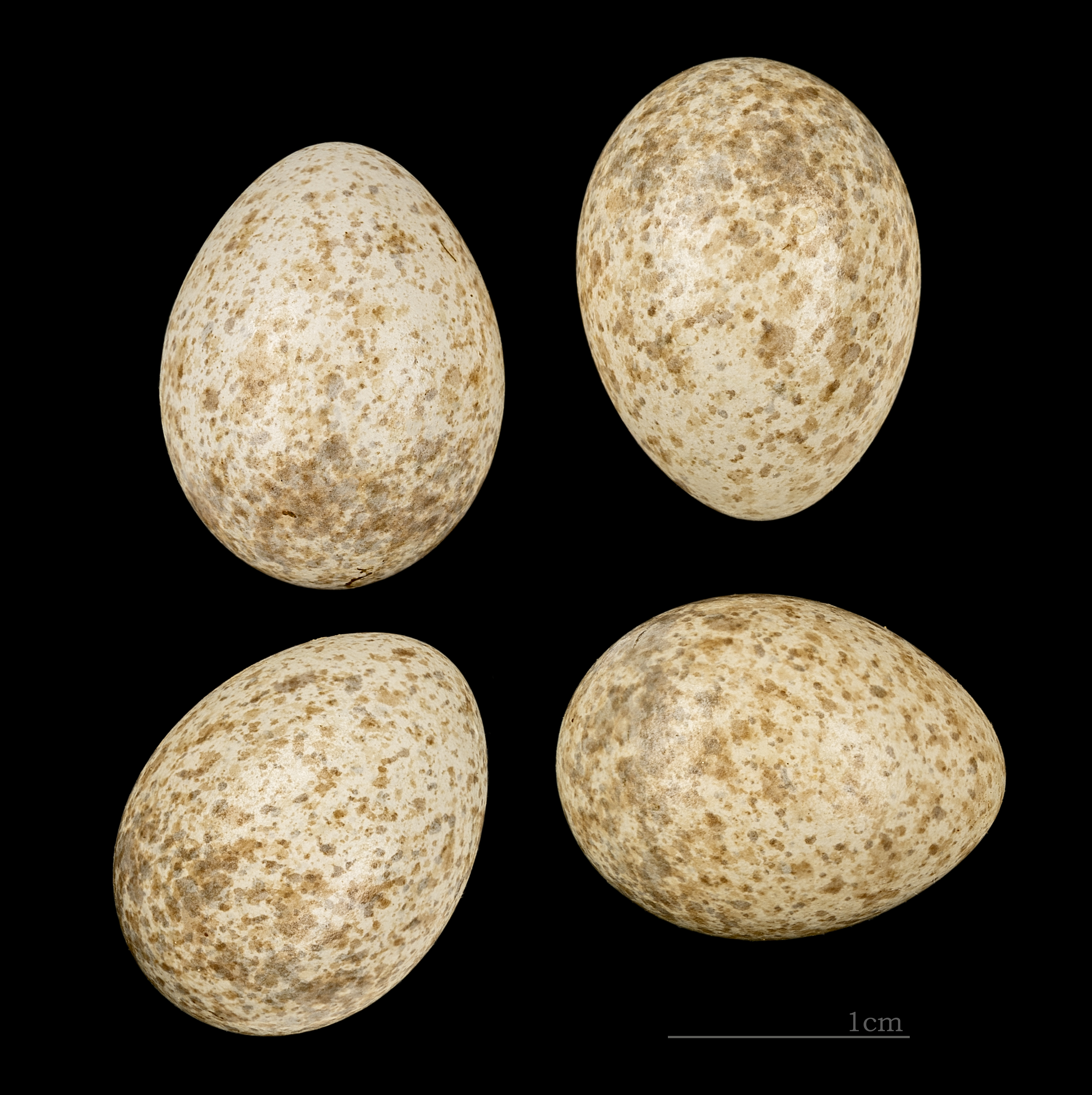
Calandrella rufescens minor

Außerhalb der Brutzeit bildet die Stummellerche im Frühjahr große Trupps. Sie brütet am Boden im dichten Gras, wo das Weibchen mehrere Eier in ein Nest aus feinem Material wie kleinen Blättern, Wurzeln, Haaren, Wolle oder Federn legt. Die Jungen schlüpfen nach etwa 13 Tagen und werden von beiden Eltern mit Insekten ernährt.
Die westliche Population ist Standvogel, in Nordafrika kommt es zu größeren Zugbewegungen. Die östliche Population zieht im Winter nach Süden in den Mittleren Osten und den Nordwesten des Indischen Subkontinentes.
Die Stummellerche kann bis zu fünf Jahre alt werden.

## Geografische Variation
Es werden folgende Unterarten anerkannt:
- A. r. rufescens (Vieillot, 1819), Nominatform – Kanarische Inseln, enthält die Unterart (Ssp.) polatzeki[6]
- A. r. apetzii (Brehm, 1857), – Iberische Halbinsel
- A. r. minor (Cabanis, 1851), – Marokko bis Nordägypten, Südtürkei bis Saudi-Arabien und Irak, enthält die Unterart nicolli[6]

Die vormalige Unterart C. r. Heinei wurde 2020 als selbständige Art Heinestummellerche (Alaudala heinei) abgespalten unter Mitnahme der Unterarten (A. r. heinei, A. r. pseudobaetica, A. r. Aharonii und A. r. Persica).

## Gefährdungssituation
Die Art gilt als nicht gefährdet (Least Concern).